# Il paese delle amanti giocose
Il paese delle amanti giocose è una raccolta di racconti del 2006 dell'autore italiano Giuseppe Pederiali. 
Comprende dieci racconti già apparsi su pubblicazioni a diffusione locale e sul settimanale Confidenze e cinque precedentemente inediti.
Il libro ha vinto il Premio Città di Offida.

## Racconti contenuti
I racconti sono narrati, all'interno di una cornice narrativa, dal cosiddetto Professor Fumana (insegnante di scuola superiore in pensione) al personale e agli altri avventori del Caffè Royal (chiamato dialettalmente "Roial") di Finale Emilia. 

### Un marito per la Marta Ghelfi
Al ricevimento per l'insediamento del nuovo segretario comunale, il cinquantenne scapolo meridionale Ciro Grieco, il festeggiato viene folgorato da Marta Ghelfi, una donna di mezza età ancora piacente. Accortisi dell'infatuazione, il sindaco, il parroco don Oscar e le altre persone in vista della cittadina decidono di tacere il passato di prostituzione della donna per favorire il suo accasamento.

### Cooperativa di consumo
Dianella Cerchiari, donna libera e amante del lusso ma momentaneamente in ristrettezze economiche, è concupita da molti uomini del paese, tra i quali il ricco commerciante di suini Tiziano Polacchini, che lancia l'idea di una cooperativa tra un certo numeri di soci per godere, a momenti alterni, della sua compagnia e delle sue grazie. Tuttavia, dopo alcune settimane dall'istituzione della cooperativa, Tiziano s'innamora veramente della donna e, divenutone geloso, liquida i soci. Quando Dianella incomincia a tradirlo, pensa di rifondare la cooperativa.

### La domatrice di tigri[3]
Amleto Luppi, traghettatore di Solara sul Panaro, nota al mercato di Bomporto una giovane di nome Gabriella che fa un numero in cui finge di essere una domatrice di tigri, le quali però esistono solo nella sua fragile mente. Amleto e Gabriella diventano amanti, finché un giorno la donna non viene trovata morta in casa, apparentemente sbranata da un animale feroce.

### La Nena e la Luna del Po
Isabella è una giovane finalese che cerca informazioni su una donna chiamata Nena, che per molti anni aveva fatto la traghettatrice sul Po tra Stellata di Bondeno e Ficarolo. Le viene suggerito di cercare l'anziano pescatore Mentino, che si accompagna con un mastino napoletano che egli sostiene essere una tontola, un drago del Po camuffato. Mentino le racconta la storia di Nena, di come, rimasta orfana, decise di proseguire l'attività paterna nonostante fosse una ragazza, del suo figlio concepito in mezzo al fiume e morto in tenera età e del suo rimpianto di non essersi offerto di sposarla. 
Alla fine del suo racconto, Mentino cede a Isabella il suo animale perché se ne occupi quando non ne sarebbe stato più in grado.

### I violini di Santa Vittoria[3]
Nella prima metà del XIX secolo, a Santa Vittoria di Gualtieri si forma un'orchestrina d'archi che impensierisce il parroco locale perché si esibisce per accompagnare i balli la domenica in concomitanza con le celebrazioni liturgiche. Tuttavia il conte Greppi, feudatario di Santa Vittoria, non vede la cosa di mal occhio.
Durante una festa per il ritorno dal collegio di Clara Francesca Greppi, figlia del conto, il giovane violinista Vittorio Carpi spia da un albero ciò che avviene nel palazzo. Clara Francesca, avendolo notato, lo invita a entrare in cucina e a mangiare; Vittorio crede che si tratti di una nuova servetta e se ne invaghisce, invitandola poi ad una delle feste contadine, a cui la ragazza si reca poi incognito.
Per le macchinazioni dell'arciprete Vittorio viene poi arrestato e brevemente imprigionato. Rivede successivamente Clara Francesca solo una volta, senza poterle parlare e senza mai rendersi conto dell'equivoco.

### La Venere della Bassa
Arturo Artioli detto Panocia è un giovane che i suoi compaesani credono provvisto di un organo sessuale di dimensioni considerevoli a causa un equivoco occorsogli da adolescente. Un giorno scommette con gli amici al bar di conquistare in capo a sei mesi Valeria Maluccelli detta la Venere della Bassa, ragazza molto bella quanto scontrosa. Sparge la voce di aver vinto al Superenalotto e si ritrova al centro dell'attenzione di tutte le donne libere del paese, compresa Valeria, che accetta i suoi inviti. Quando però Arturo le confida che il vincitore non è lui, viene subito scaricato; gli rimane la consolazione di aver vinto la scommessa.

### Quando i draghi muovono la coda
Celso Ghidini, capo dei vigili urbani di Finale Emilia, è incaricato dal sindaco di indagare sul fatto che la statua del maialino al centro del paese abbia mosso la coda sotto gli occhi dei suoi concittadini. Collega il fenomeno alla credenza che un drago di bronzo, su un ponte di Lubiana, scuota la coda ogni volta che gli passa davanti una vergine. Appurato che un'orgogliosa ventiseienne del posto, Maria Gabriella Corazzari, ha appena chiesto al medico un certificato di verginità da esibire a un futuro marito, cerca di sedurla per impedire che la voce si sparga troppo in giro.

### La Luciana di Casumaro va a Ferrara, poi in Africa
La quindicenne Luciana Govoni di Casumaro per la sua avvenenza è notata da Ermes Bignardi, capitano della Milizia già stretto collaboratore di Italo Balbo, da tempo trasferitosi a Ferrara. Egli, sposato con due figli, si offre ai famigliari di Luciana di mantenerla in un appartamento in città perché sia la sua amante, cosa che i Govoni accettano in cambio di un piccolo podere.
Luciana va quindi a vivere a Ferrara con una governante, parente del suo amante, e una domestica, e inizia ad apprezzare le comodità della vita moderna come la presenza di un bagno con acqua corrente. Ermes però si rovina economicamente con una speculazione edilizia sbagliata e cerca di risollevarsi emigrando in Abissinia dopo la conclusione del conflitto.
Sulla nave Saturnia che la porta in Africa orientale, Luciana fa la conoscenza dell'attrice Doris Duranti, che si sta recando là per girare parte del film Sentinelle di bronzo. Malgrado il parere contrario di Ermes, Luciana accetta di comparirvi in una particina e racconta alla diva la storia di suo nonno, che perse una mano durante la battaglia di Adua del 1896 e che era convinto che un abissino monco se la fosse trapiantata sul suo braccio.

### La festa degli auguri
Carlotta, moglie dell'imprenditore modenese Gustavo Pignatti, ad una festa per scambiarsi gli auguri di Natale incontra Nicola, un affascinante uomo di mezza età che le propone un appuntamento clandestino. Carlotta prima nicchia, poi accetta di accoglierlo nella propria casa la notte di Natale, mentre il marito dorme: Nicola si presenterà con un costume da Babbo Natale per potersi giustificare se notato da qualcuno.
La notte fatidica Carlotta aspetta più a lungo del convenuto prima di vedere finalmente un Babbo Natale, che le sembra molto realistico nel suo travestimento. Lo invita in casa e consuma l'adulterio. Il giorno dopo riceve una telefonata da Nicola, il quale si scusa per non aver mancato l'appuntamento la notte appena trascorsa.

### L'indigestione
Filippo Confortini, quarantanovenne separato dalla moglie, inizia a ricevere ogni giorno le visite di bellissime ragazze, sempre diverse, che non gli chiedono altro che di avere un rapporto sessuale: si tratta di ragazze squillo pagate dalla moglie, convinta che in questo modo, quando il marito fosse ne stato completamente sfiancato, si sarebbe rimesso con lei. Accade invece che Filippo, giunto al limite della sopportazione, si lanci dalla finestra del suo appartamento dopo aver allontanato con una scusa la ragazza venuta a fargli visita in quel momento. Questa, impietosita dalla storia dell'uomo, decide di rimanere ad assisterlo in ospedale contravvenendo alle istruzioni della moglie.

### La madre di Lola[3]
Lola, figlia dell'artigiano scagliolista Medardo Pignatti, è stata cresciuta dal padre dopo che la madre l'ha abbandonata. Quando anche questi muore, per mantenersi si mette a lavorare al bar Verbena di Finale. Verbena Balboni, la titolare, le si affeziona come alla figlia che non ha mai avuto; per la sua bellezza è notata dai clienti del bar, come il voglioso Franco Dondi, e come Nico, uno dei ragazzi che frequentano il locale nel fine settimana, prima di andare in discoteca.
Tramite una lettera trovata tra le carte di suo padre, Lola risale al pittore Valter Costanzelli, vecchio amico di Medardo, che racconta alla ragazza di come suo padre si fosse innamorato di Liana Paltrinieri, la giovane che aveva usato come modella per la Madonna in un suo dipinto e che ora gestisce un banco al mercato. Lola va a trovarla, ma l'incontro la convince che non si tratti di sua madre.
Lola accetta l'invito di Nico ad uscire con lui un sabato sera, ma il giovane, invece di portarla ad un dancing, la conduce in una casa dove si trova Franco Dondi. Lola si getta allora in un canale trovandovi la morte. Due settimane dopo, Verbena investe e uccide Franco Dondi.

### Maia
Di Maia Malavasi si diceva che a portarla non fosse stata una cicogna, ma un fojonco, uccello a tre zampe amante del vino. Giunta in età da marito, sposa Amilcare Guidetti, di professione norcino, e impara il suo mestiere così bene da portarlo avanti anche dopo la morte di lui. Invecchiata e sul punto di essere sfrattata dalla propria casa, trova dentro a un maiale una pietra che a un esame accurato si rivela essere un autentico rubino. Si ritrova quindi assicurata una tranquilla vecchiaia.

### Il lieto fine
Radames Paltrinieri detto Pulga è un trentacinquenne scapolo, vetraio e suonatore di sassofono, che adora alla follia il film L'ultima sera a Manhattan per via della trama e del finale. Per rendersi più interessante nei confronti delle ragazze decide di ricorrere al servizio di una wingwoman, una donna a pagamento che finga di essere la sua fidanzata. L'agenzia di Bologna a cui si rivolge gli noleggia così Deborah Bertazzoni, splendida diciottenne bionda, ed effettivamente in paese ci si mette a parlare appassionatamente dell'ultimaa conquista di Pulga. Quando termina il periodo stabilito per il noleggio, Deborah, in procinto di partire per Parigi per girare uno spot pubblicitario, regala a Radames un extra non pattuito per rendere meno amaro il distacco.

### L'uomo che amava una stella[3]
Attilio è uno scapolo attempato che fin da ragazzo ha avuto una venerazione per l'attrice Dorina Fray, il cui più grande rammarico è di non essere mai riuscito ad incontrarla, nemmeno da lontano. È invece continuamente infastidito dalla sua dirimpettaia Annunziata Semprini, una vecchia che vive solo per i suoi fiori.
Di ritorno da una breve villeggiatura, apprende della morte della sua vicina e scopre che essa aveva avuto un passato da attrice col nome d'arte di Dorina Fray.

### Sognando sotto la pioggia[3]
Valerio è un impiegato trentenne di Mirandola, un tipo solitario dalla scarsissima vita sociale che trova nei sogni una fuga al grigiore della quotidianità. Una sera si attarda in ufficio assieme alla giovane collega Claudia per fare degli straordinari, e per via delle strade buie accetta di accompagnarla a casa. I due vengono aggrediti da un rapinatore ma Valerio riesce a disarmarlo e a metterlo in fuga; propone poi a Claudia di cenare in ristorante e di finire la serata andando a ballare.
L'indomani mattina, in ufficio, Valerio parla della serata con Claudia, ma questa non si ricorda nulla; trae allora la conclusione che si è trattato solo di un bellissimo sogno.

## Rapporti con altre opere
Il narratore è il figlio dell'oste Fumana, gestore dell'Osteria della Fola che dà il nome all'omonima raccolta di racconti. Il racconto La Luciana di Casumaro va a Ferrara, poi in Africa si pone come continuazione di Luciana di Casumaro, contenuto ne L'Osteria della Fola. Tra le storie narrate dal professor Fumana vi è quella del romanzo Il drago nella fumana dello stesso Pederiali.
Dal racconto L'indigestione è stato tratto un episodio del film Realtà romanzesca.

## Edizioni
- Giuseppe Pederiali, Il paese delle amanti giocose, collana Narratori moderni, Milano, Garzanti, 2006, ISBN 88-11-66589-2.
- Giuseppe Pederiali, Il paese delle amanti giocose, collana Gli elefanti, Milano, Garzanti, 2008, ISBN 978-88-11-68116-8.
- Giuseppe Pederiali, Il paese delle amanti giocose, collana Elefanti bestseller, Milano, Garzanti, 2014, ISBN 978-88-11-68777-1.